# Epimecinus
Genre
Epimecinus est un genre d'araignées aranéomorphes de la famille des Desidae.

## Distribution
Les espèces de ce genre se rencontrent en Nouvelle-Calédonie et en Australie-Occidentale.

## Liste des espèces
Selon World Spider Catalog (version 17.0, 07/06/2016) :
- Epimecinus alkirna Gray, 1973
- Epimecinus humilis Berland, 1924
- Epimecinus nexibilis (Simon, 1906)
- Epimecinus pullatus (Simon, 1906)

## Publication originale
- Simon, 1908 : Araneae. 1re partie. Die Fauna Südwest-Australiens. Jena, vol. 1, no 12, p. 359-446 (texte intégral).